# Veronica breviracemosa
Veronica breviracemosa är en grobladsväxtart som beskrevs av R. B. Oliver. Veronica breviracemosa ingår i släktet veronikor, och familjen grobladsväxter. Inga underarter finns listade i Catalogue of Life.

## Bildgalleri

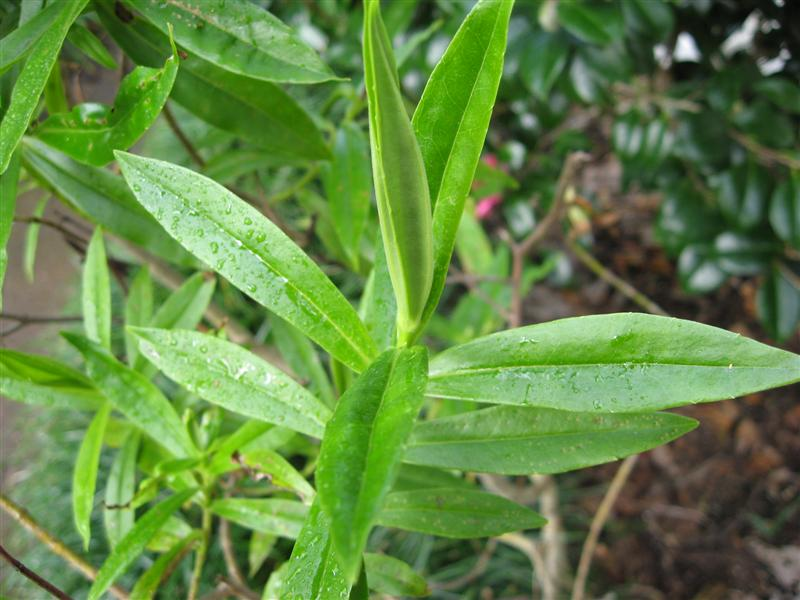